# Лоліта Давидович
Лоліта Давидович (англ. Lolita Davidovich; нар. 15 липня 1961, Лондон, Онтаріо, Канада) — канадська акторка.

## Життєпис
Лоліта Давидович — донька югославських іммігрантів, які оселилися в Лондон, Канада, де вона і народилася. Її батько родом із Белграда, а мати — із Словенії. В ранньому дитинстві Лоліта розмовляла тільки на сербськохорватській мові. Батьки розлучилися, коли їй було десять. Після цього вона проживала з матір'ю. Навчалася в Студії Герберта Бергофа у Нью-Йорку.

## Кар'єра
Розпочала кар'єру з другорядний ролей на телебачення та у кіно. Першою помітною появою акторки стала роль Блейз Старр у стрічці «Блейз». Лоліта зіграла молоду стриптизерку, у яку закохався губурнатор Луїзіанни Ерл Лонг (Пол Ньюман). Режисером фільму став майбутній чоловік Давидович Рон Шелтон. У 1991 отримала роль Джоан у комедійній драмі «Предмет краси», а також головну роль у драмі Андрія Кончаловського «Ближнє коло».
Лоліта виконала головні жіночі ролі у психологічному трилері «Виховання Каїна», комедійній драмі «Сила віри», перед тим як знову зіграти у Рона Шелтона у байопіку «Кобб». У 1994 вийшла стрічка «Перехрестя», у ній Давидович знімалась разом з Річардом Гіром та Шерон Стоун. За телефільм «Вогняні жнива» акторка отримала номінацію на нагороду Золотий глобус. Більш комедійні роль Лоліта виконала у стрічках «Санта Фе» та «Із джунглів у джунглі».
У 1999 Давидович знову приєдналася до акторського складу стрічки Рона Шелтона «Бий в кістку» та кількома роками пізніше — «Голлівудські копи». Після епізодичних ролей вона виконала одну із головних у серіалі «Боже правий».

## Особисте життя
Одружена з колишнім бейсболістом, нині продюсер, Роном Шелтоном. У пари народилася донька Валентина Шелтон у листопаді 1999.

## Фільмографія

### Фільми
| Рік  | Назва                                 | Оригінальна назва                   | Роль              | Примітки             |
| ---- | ------------------------------------- | ----------------------------------- | ----------------- | -------------------- |
| 1983 | «Клас»                                | Class                               | дівчина           |                      |
| 1985 | «Батьківське правосуддя»              | Two Fathers' Justice                |                   |                      |
| 1986 | «Ревнощі»                             | Blindside                           | Адель             |                      |
| 1986 | «Найманці смерті»                     | Recruits                            | С'юзан            |                      |
| 1987 | «Останній справжній чоловік»          | Last Man Standing                   | групи             |                      |
| 1987 | «Пригоди няні»                        | Adventures in Babysitting           | С'ю Енн           |                      |
| 1987 | «Рожева Чікіта»                       | The Pink Chiquitas                  | Рожева Чікіта     |                      |
| 1987 | «Чикаго блюз»                         | The Big Town                        | стриптизерка      |                      |
| 1989 | «Блейз»                               | Blaze                               | Блейз Старр       |                      |
| 1990 |                                       | Love & Murder                       | Барбара           |                      |
| 1990 |                                       | Uncut Gem                           | Рубі              | телефільм            |
| 1991 | «Предмет краси»                       | The Object of Beauty                | Джоан             |                      |
| 1991 | «Джон Ф. Кеннеді. Постріли в Далласі» | JFK                                 | Беверлі Олівер    |                      |
| 1991 | «Ближнє коло»                         | Ближний круг                        | Анастасія         |                      |
| 1991 | «Тюремні історії: Жінка за ґратами»   | Prison Stories: Women on the Inside | Лоретта Райт      | телефільм            |
| 1992 | «Виховання Каїна»                     | Raising Cain                        | Дженні            |                      |
| 1992 | «Сила віри»                           | Leap of Faith                       | Марва             |                      |
| 1992 | «Здачі не треба»                      | Keep the Change                     | Еллен Келтон      | телефільм            |
| 1993 | «Точка кипіння»                       | Boiling Point                       | Віккі Данбар      |                      |
| 1993 | «Янгер і Янгер»                       | Younger and Younger                 | Пенні             |                      |
| 1994 | «Перехрестя»                          | Intersection                        | Олівія Маршак     |                      |
| 1994 | «Кобб»                                | Cobb                                | Рамона            |                      |
| 1995 | «Вирок: Суд над МакМартінами»         | Indictment: The McMartin Trial      | Кі                | телефільм            |
| 1995 | «Наречена в кредит»                   | For Better or Worse                 | Валері Карбоні    |                      |
| 1995 | «Час від часу»                        | Now and Then                        | місіс Альберсон   |                      |
| 1996 | «Вогняні жнива»                       | Harvest of Fire                     | Саллі Расселл     | телефільм            |
| 1996 |                                       | Jake's Women                        | Шейла             | телефільм            |
| 1996 | «Лосеня»                              | Salt Water Moose                    | Єва Скофілд       |                      |
| 1997 | «Дотик»                               | Touch                               | Антуанетта Бейкер |                      |
| 1997 | «Із джунглів у джунглі»               | Jungle 2 Jungle                     | Шарлотта          |                      |
| 1997 | «Санта Фе»                            | Santa Fe                            | Елеонора Бреддок  |                      |
| 1997 | «Мертва тиша»                         | Dead Silence                        | Прісс Гандер      | телефільм            |
| 1998 | «Боги і монстри»                      | Gods and Monsters                   | Бетті             |                      |
| 1999 |                                       | Die Straußkiste                     |                   |                      |
| 1999 | «Місць немає»                         | No Vacancy                          | Констанс          |                      |
| 1999 |                                       | Touched                             | Сільвія           |                      |
| 1999 | «Чотири дні»                          | Four Days                           | Крістал           |                      |
| 1999 | «Таємниця Аляски»                     | Mystery, Alaska                     | Мері Джейн Пітчер |                      |
| 1999 | «Бий в кістку»                        | Play It to the Bone                 | Грейс Пасіс       |                      |
| 2001 |                                       | The Kid                             | мати              | телефільм; озвучення |
| 2001 | «Сніг у серпні»                       | Snow in August                      | Кейт Девлін       | телефільм            |
| 2001 | «Суддя»                               | The Judge                           | Кетрін Розетті    | телефільм            |
| 2002 | «Похмурий сум»                        | Dark Blue                           | Саллі Перрі       |                      |
| 2003 | «Голлівудські копи»                   | Hollywood Homicide                  | Клео Річард       |                      |
| 2006 | «Прощавай, Бенджаміне»                | Bye Bye Benjamin                    | Дженет            | короткометражка      |
| 2006 | «Вбий своїх коханих»                  | Kill Your Darlings                  | Лола              |                      |
| 2007 | «Останній вересень»                   | September Dawn                      | Ненсі             |                      |
| 2009 |                                       | Throwing Stones                     | Мардж Меррік      | телефільм            |
| 2011 | «Гончі собаки»                        | Hound Dogs                          | Айріс Гаммер      | телефільм            |
| 2011 | «Правдиве кіно»                       | Cinema Verite                       | Вел               | телефільм            |
| 2012 | «Смітті»                              | Smitty                              | суддя Грінстейн   |                      |
| 2014 |                                       | Squatters                           | Евелін            | відео                |
| 2015 | «Найдовша подорож»                    | The Longest Ride                    | Кейт Коллінз      |                      |
| 2016 |                                       | Dr. Del                             |                   | телефільм            |

### Серіали
| Рік       | Назва                                | Оригінальна назва                          | Роль                   | Примітки                |
| --------- | ------------------------------------ | ------------------------------------------ | ---------------------- | ----------------------- |
| 1981      | «Троє — це компанія»                 | Three's Company                            | Келлі                  | 1 епізод                |
| 1987      | «Я підкорю Манхеттен»                | I'll Take Manhattan                        | Пенні                  | міні-серіал; 2 епізоди  |
| 1987      |                                      | Adderly                                    | дівчина                | 1 епізод                |
| 1987      | «Опівнічна спека»                    | Night Heat                                 | Кеті                   | 1 епізод                |
| 1988      |                                      | Check It Out!                              | Кім Діллард            | 1 епізод                |
| 1989      | «П'ятниця 13-е»                      | Friday the 13th: The Series                | Крісті                 | 1 епізод                |
| 1994-1996 | «Дакмен»                             | Duckman                                    | Анжела                 | озвучення; 2 епізоди    |
| 1997      | «Примхи науки»                       | Perversions of Science                     | різні ролі             | 1 епізод                |
| 1998      | «Історії з мого дитинства»           | Stories from My Childhood                  | Крістіна               | озвучення; 1 епізод     |
| 2001      | « Жебраки і виборщики»               | Beggars and Choosers                       | Ребекка                | 1 епізод                |
| 2002      | «Практика»                           | The Practice                               | Кессі Рей              | 1 епізод                |
| 2002–2003 | «Агентство»                          | The Agency                                 | Еверлі                 | 5 епізодів              |
| 2003      | «Монк»                               | Monk                                       | Наташа Ловарова        | 1 епізод                |
| 2003-2004 | «Захисник»                           | The Guardian                               | Вікторія Літтл         | 2 епізоди               |
| 2004      | «Секс в іншому місті»                | The L Word                                 | Франческа Вулф         | 1 епізод                |
| 2005      | «В останній момент»                  | The Eleventh Hour                          | Вероніка Тейлор Еллері | 1 епізод                |
| 2005      | «CSI: Місце злочину»                 | CSI: Crime Scene Investigation             | Даян Данн              | 1 епізод                |
| 2007      | «Стан душі»                          | State of Mind                              | Корделія Бенкс         | 1 епізод                |
| 2008      |                                      | Quarterlife                                | Мінді Крігер           | 1 епізод                |
| 2009      | «Криміналісти: мислити як злочинець» | Criminal Minds                             | Сандра Ломбардіні      | 1 епізод                |
| 2009      |                                      | ZOS: Zone of Separation                    | Міла Міхайлов          | міні-серіал; 8 епізодів |
| 2009      | «Стримай свій ентузіазм»             | Curb Your Enthusiasm                       | Беверлі                | 1 епізод                |
| 2009      | «Детектив Раш»                       | Cold Case                                  | Моллі Гітон            | 1 епізод                |
| 2011      | «Ріццолі й Айлз»                     | Rizzoli & Isles                            | Мелоді Паттерсон       | 1 епізод                |
| 2012      | «Ясновидець»                         | Psych                                      | Іда Лейн               | 1 епізод                |
| 2012      | «Боже правий»                        | Good God                                   | Вірджинія Гейлвуд      | 8 епізодів              |
| 2013      | «Балерини»                           | Bunheads                                   | місіс Сіммз            | 1 епізод                |
| 2013      | «NCIS: Полювання на вбивць»          | NCIS: Naval Criminal Investigative Service | Кетрін                 | 1 епізод                |
| 2015      | Справжній детектив (2-й сезон)       | True Detective                             | Синтія                 | 4 епізоди               |
| 2015      | «Кров та нафта»                      | Blood & Oil                                | Анні Бріггз            | 4 епізоди               |
| 2015      | «Бекстром»                           | Backstrom                                  | Лу Фінстер             | 2 епізоди               |
| 2016      | «Відтінки синього»                   | Shades of Blue                             | Лінда Возняк           | 7 епізодів              |